# Социально ориентированная логистика
«Социально ориентированная логистика» (социальная логистика)  - это механизм учета потребности общества в будущем и механизм планирования цикличности переработки отслуживших свой срок службы изделий и вновь создаваемых материалов и продуктов с оптимальным распределением (без излишков) их по всем отраслям (в том числе и вновь формируемым) с целью удовлетворения потребности общества в далеком будущем (на длительную перспективу).
С учетом социально ориентированной логистики нужно будет сформировать новые требования к первичной продукции и доводить их до производителей изделий и разработчиков материалов уже сейчас, что бы параллельно совершенствовать способы и технологии с учетом безопасности, экологичности, возможности вторичного использования, широкопрофильности и создания благоприятных условий труда людей на производстве. При этом производитель при разработке метода, способа или технологии производства нового вида продукта обязан будет закладывать в технический регламент способы, методы и технологии вторичной утилизации, переработки и использования отслуживших свой срок продуктов (в идеале в качестве начального сырья сразу предлагать имеющиеся промышленные отходы с полигонов и свалок).
По мнению Е. Кейвановой: Социально ориентированная логистика представляет собой такую форму логистической деятельности, результаты которой измеряются не только экономическим, но и социальным эффектом в виде общественно значимых последствий этой деятельности, способных становиться её главной целью.
Сейчас большое количество известных людей выступает в поддержку сохранения окружающей среды и за внедрение новых ресурсо- и энергосберегающих способов, методов и технологий, как в быту человека, так и в промышленности: Николай Дроздов (пропагандирует охрану окружающей среды), Джон Мейэр (использует биодизельный автобус на своих гастролях), Стелла Маккартни (поддерживает организации защищающие животных, не использует мех и кожу при создании одежды в своих дизайнерских коллекциях), Вуди Харрельсон (живет в доме с энергосберегающими технологиями, использует биотопливо и пропагандирует органическое земледелие), Вилли Нельсон (основатель компании биотоплива из отходов жиров и семян масличных культур), Леонардо Ди Каприо (основал фонд защиты окружающей среды, родственникам подарил машины на солнечных батареях). Многие люди осознают, что альтернативные технологии зачастую являются более дешевыми, менее вредными для здоровья человека и положительно влияют на экологическую ситуацию в целом на всей планете (зачастую являясь технически перспективными и экономически выгодными).